# Nicole Barber-Lane
Nicole Barber-Lane é uma atriz britânica, mais conhecida por ter interpretado a Myra McQueen na série Hollyoaks.

## Biografia
Tem uma filha, Jemma Healey-Lane, de uma relação anterior.
Em 1999 casou-se com o ator inglês Liam Fox, com quem tem um filho, Ben Fox. A princípios de fevereiro de 2015, o casal anunciou que tinham se separado após 16 anos de casamento.
É muito amiga das atrizes Claire Cooper, Gemma Merna, Jennifer Metcalfe e Jorgie Porter, com quem trabalhou na série Hollyoaks. Nicole foi dama de honra no casamento de Gemma.

## Carreira
Apareceu num comercial para Yorkshire Building Society.
No dia 19 de julho de 2008, uniu-se ao elenco principal da bem sucedida série britânica Hollyoaks, onde interpretou a Myra McQueen até o 5 de setembro de 2013. No dia 31 de janeiro de 2014, regressou brevemente à série. A princípios de julho de 2014, anunciou-se que Nicole regressaria de novo à série nesse mesmo ano.
Em 2010 participou junto com outras actrizes de Hollyoaks numa versão de Girls Just Want to Have Fun para apoiar o Cancer Research UK.

## Filmografia

### Séries de televisão
| Ano                      | Título    | Personagem   | Notas         |
| ------------------------ | --------- | ------------ | ------------- |
| 2008 - 2013, 2014 - 2019 | Hollyoaks | Myra McQueen | 763 episódios |

### Aparecimentos
| Ano  | Programa                     | Notas                                                  |
| ---- | ---------------------------- | ------------------------------------------------------ |
| 2009 | Ready, Steady, Cook          | episódio # 20.9                                        |
| 2008 | All Star Family Fortunes     | episódio "Hollyoaks vs. Emmerdale"                     |
| 2008 | Big Brother's Little Brother | episódio do 29 de junho                                |
| 2007 | Most Haunted                 | episódio "Most Haunted Live at Halloween: Tatton Park" |

## Prêmios e nominações
| Ano  | Categoria                                  | Prêmio             | Série     | Resultado |
| ---- | ------------------------------------------ | ------------------ | --------- | --------- |
| 2018 | Best Comedy Performance                    | British Soap Award | Hollyoaks | Nominada  |
| 2017 | Best Partnership (junto a Lysette Anthony) | Inside Soap Award  | Hollyoaks | Ganharam  |
| 2017 | Funniest Female                            | Inside Soap Award  | Hollyoaks | Nominada  |
| 2017 | Best Comedy Performance                    | British Soap Award | Hollyoaks | Nominada  |
| 2016 | Funniest Female                            | Inside Soap Award  | Hollyoaks | Nominada  |
| 2013 | Funniest Female                            | Inside Soap Award  | Hollyoaks | Nominada  |
| 2013 | Best Comedy Performance                    | British Soap Award | Hollyoaks | Nominada  |